# Línea 39 (Dbus)

## Paradas

### Hacia Urgull - Batería de Santiago
- Sociedad Fotográfica
- Parking Paseo Nuevo
- Cementerio de los ingleses
- Urgull - Batería de santiago

### Hacia Salamanca P.
- Cementerio de los ingleses
- Parking Museo nuevo
- Buen Pastor/ San Telmo
- Aldamar - Bretxa
- Salamanaca P.